# VAIO
VAIO Corporation (VAIO株式会社), couramment appelé VAIO, est une entreprise de fabrication d'ordinateurs portables et de bureau haut de gamme, créée en 1996 par Sony puis cédée à 95 % en 2014.

## Histoire
VAIO est à l'origine une branche de Sony créée en 1996. 
« VAIO » signifie à sa création Video Audio Integrated Operation, puis depuis 2008 Visual Audio Intelligence Organizer,. Le logo VAIO rappelle le passage de l'analogique au numérique : le VA représente une sinusoïde d'un signal analogique et le IO le 1 et le 0 de la numérotation binaire.
Début 2014, Sony cède VAIO, faute de rentabilité, au fonds Japan Industrial Partners (日本産業パートナーズ, Nihon sangyō pātonāzu) pour une somme de l'ordre de 40 à 50 milliards de yens (soit 295 à 370 millions d'euros). Cette cession se fait via la création d’une société VAIO, dont Japan Industrial Partners possède 95 %, et Sony 5 %.

## Gamme actuelle d'ordinateurs portables
La gamme actuelle d'ordinateurs portable Vaio comprend 5 séries différentes.

### Série F
Premier ordinateur Sony à disposer de la 3D (selon les modèles), le Vaio F est consacré au multimédia. Il arbore un écran d'une diagonale de 16 pouces, un lecteur de Blu-Ray, et une connectique HDMI.

### Série E
Disponible en trois tailles d'écran (14, 15 et 17 pouces), il s'agit d'un ordinateur aux caractéristiques moyennes, ayant pour particularité une touche d'accès direct à un navigateur web, sans recours au système d'exploitation classique[réf. nécessaire].

### Série C
Doté d'un écran de 14 pouces de diagonale, le Vaio C possède un clavier rétroéclairé et est disponible en rose, vert, orange, blanc et noir.

### Série S
Produit de la fusion entre les gamme S et X, le nouveau Vaio S est un ultraportable destiné aux professionnels. Il entre en concurrence directe avec le MacBook Air d'Apple.

### Série Y
Il s'agit du plus petit de tous les Vaio actuels, Sony s'étant retirée du marché des netbooks qu'elle occupait avec les Vaio W et M (bien que ces derniers restent commercialisés dans la grande distribution). Il affiche une diagonale de 11,6 pouces, ainsi qu'une grande autonomie.

### Série Z remplacée en 2013 par la Série Pro
Dévoilé le 28 juin 2011 (disponible en juillet) le VAIO Z est un hybride entre l'ultraportable et l'ordinateur de bureau. Cet ultraportable haut de gamme pèse 1,18 kg pour avoir une épaisseur maximale de 16,6 mm. L'écran fait 13,1 pouces avec une résolution pouvant aller jusqu'à 1920×1080 pixels. Le portable intègre un processeur Intel Core Sandy Bridge basse consommation avec une carte graphique Intel Graphics 3000. Il dispose de 4 Go ou 8 Go de RAM (propriétaire, et non extensible) et de 2 SSD  (propriétaires, et non upgradables) configurés en RAID 0 dont le stockage par défaut de 128 Go ou, en option 256 Go ou 512 Go. Son autonomie est de 7 heures, un socle en option permet de doubler l'autonomie. La particularité du VAIO Z est qu'en plus d'être un ultraportable il peut être connecté avec un périphérique externe : le Power Média Dock. Ce périphérique vendu en option se branche sur un port thunderbolt ; port est compatible avec les périphériques USB contrairement au port thunderbolt des récents mac. L'ordinateur est pourvu des ports USB, Ethernet, VGA et HDMI, ainsi que d'une carte graphique Radeon 6650M avec 1 Go de VRAM. Il peut également avoir un lecteur-graveur de DVD ou de Blu-Ray. En juin 2013, Sony annonce la nouvelle gamme d'ultraportables de la marque, la Série Pro qui remplace la série Z. Moins chers et surtout très légers, les deux nouveaux modèles Pro 11 et Pro 13 respectivement 900 g et 1 kg sont disponibles à partir de 1 100 euros contre un prix d'appel de 1 900 euros environ pour la série Z.

## Gamme actuelle d'ordinateurs de bureau

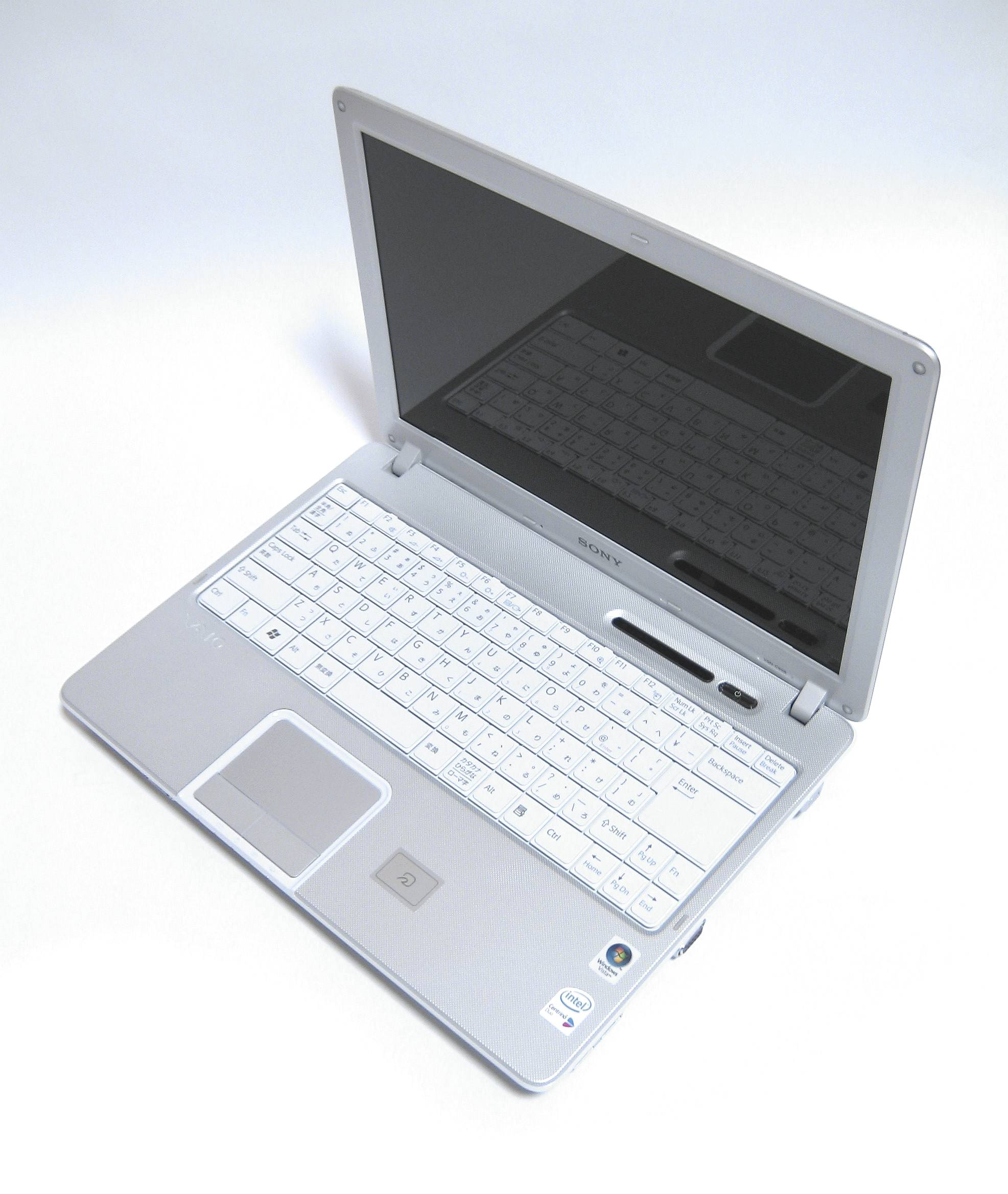
Sony VGN-C90S

La gamme d'ordinateurs de bureau Vaio ne comprend que des modèles tout-en-un : ils ne présentent pas d'unité centrale, mais uniquement un écran plat à l'intérieur duquel sont placés tous les composants, à la manière de l'iMac d'Apple. C'est d'ailleurs ce dernier que Sony tente de concurrencer avec ces Vaio, puisque tarifs et composants les placent sur un marché haut de gamme. On compte deux séries d'ordinateur de bureau Vaio :

### Série J
Le Vaio J est doté d'un écran de 21,5" Full HD (1920×1080 pixels) et tactile multipoint. Il est construit autour d'un processeur Intel Core i3 dernière génération, et d'une partie graphique Nvidia équipée de 512 Mo de mémoire dédiée. La série J bénéficie d'un design soigné. Clavier et souris sans fil sont fournis de série.

### Série L(en cours de remplacement)
Il s'agit d'un ordinateur tout-en-un esthétiquement très proche de la série J, et doté d'un écran 24" full HD 1080p tactile multipoint. L'architecture est basée sur un processeur Intel Core 2 et le lecteur/graveur Blu-Ray est aussi disponible sur certains modèles. La mémoire vive varie de 4 à 8 Go selon les versions, et le disque dur d'une capacité de 1 000 Go tourne à 7 200 tr/min.

### Nouvelle Série L
La nouvelle série L a été annoncée début 2011 et sa commercialisation est prévu à partir du 20 avril 2011 pour un prix de 1 300 € (modèle d'entrée de gamme). Il devrait remplacer le modèle actuel, si l'évolution des gammes est similaire en France à celle des États-Unis. Concernant ses spécifications, on peut noter la présence d'un processeur Intel Core dernière génération i5 ou i7 selon les modèles, d'une partie graphique Nvidia allant de 512 Mo à 1 Go dédiés, ainsi que d'un tuner TV et d'un lecteur Blu-Ray. Le design est lui aussi remis au goût du jour, puisque le tout-en-un se rapproche dorénavant plus d'un écran classique, à l'instar de l'iMac d'Apple.

## Anciennes séries d'ordinateurs Vaio
On compte parmi les anciens modèles de Vaio les séries suivantes, certaines étant encore en commercialisation dans la grande distribution (liste non exhaustive):

| - Série SR - Série TZ - Série Z - Série CR - Série CS | - Série NR - Série AW - Série FW - Série A - Série NW | - Série TT - Série P - Série W - Série M - Série X | - Série V - Série RS - Série RT - Série TP - Série RM | - Série FZ - Série RX - Série AR - Série NS - Série L (à partir du 20 avril 2011) |

## Politique de Sony Vaio
Les ordinateurs Vaio sont considérés comme haut de gamme, de par leur finition soignée, leur fiabilité et leur prix. Les caractéristiques techniques ne sont pas pour autant sensiblement supérieure à la concurrence, pour des prix parfois impressionnants. Malgré tout, Sony est considérée, au même titre qu'Apple comme l'un des pionniers de l'informatique moderne et fait figure de référence sur ce marché.

Les ordinateurs Sony Vaio sont livrés pour la plupart avec une suite de logiciels préinstallés, parmi lesquels :

- VAIO Transfer Support
- VAIO Update

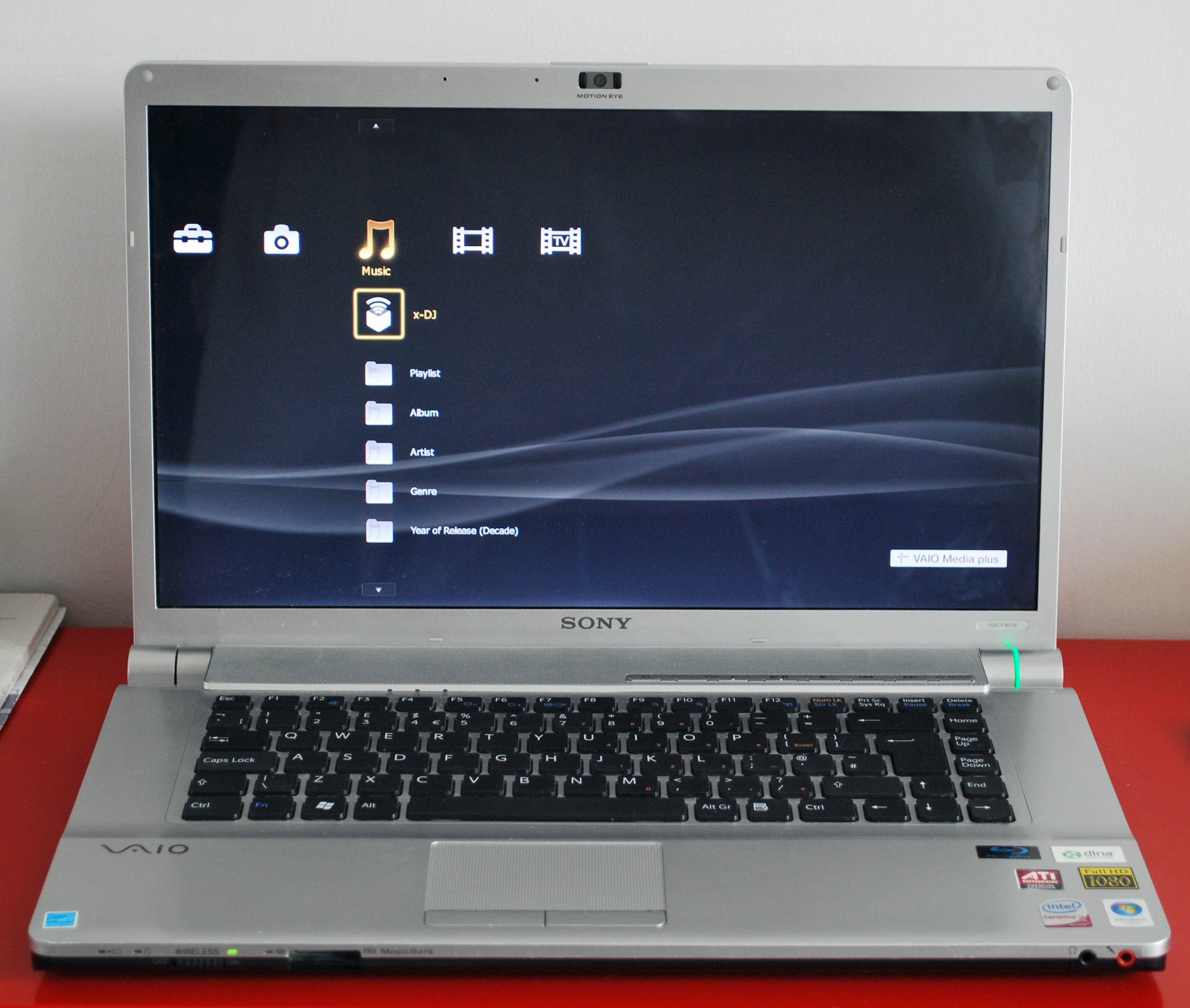
Vaio Media Plus (Vaio FW)

- VAIO Smart network : un utilitaire de gestion de connexions réseau.
- VAIO Media Plus : un média center sous forme de Cross Media Bar (ou XMB), à l'instar de la console PS3 ou de la console portable PSP

Le service Media Gallery est également disponible sur les tout-en-un Vaio, ce logiciel tirant profit des fonctionnalités tactiles de ces derniers.
Le système d'exploitation par défaut des ordinateurs Vaio est Microsoft Windows, avec le navigateur Web Google Chrome. Et Sony a indiqué qu'il commercialisera des ordinateurs portables sous Google Chrome OS.